# 薬師瑠璃光如来本願功徳経
『薬師瑠璃光如来本願功徳経』（やくしるりこうにょらいほんがんくどくきょう、梵: Bhaiṣajyaguru-vaiḍūrya-prabhā-rāja Sūtra、薬師瑠璃光如来経）、通称『薬師経』（やくしきょう、梵: Bhaiṣajyaguru Sūtra）とは、大乗仏教の薬師如来（薬師瑠璃光如来）に関する代表的な経典。

## 概要
薬師如来の十二大願が説かれる。
梵語原典は1931年にインドカシミール地方のギルギットの仏塔の中から発見されている。
チベット語訳(Toh No.504)がある。
漢訳は玄奘訳と合わせて３種類がある。
大正新脩大蔵経では「経集部」に収録されている。